# 音で訪ねる ニッポン時空旅
『音で訪ねる ニッポン時空旅』（おとでたずねるニッポンじくうたび）は、NHKラジオ第2放送で2015年4月5日から2025年3月29日まで放送されていた教養ラジオ番組・紀行番組・旅番組である。ヨーロッパ企画の永野宗典と本多力は、本番組がレギュラー出演としては初の全国ネットのラジオ番組である。
2015年1月1日 - 1月3日に1時間の正月特番として放送、前述の通り2015年4月5日から30分間のレギュラー番組として放送されていた。

## 概要
『銀河鉄道のように、時空を超えて… 週末は「ちょっと昔のニッポン」へ出かけてみませんか？』が本番組のメインテーマである。
本番組では、幻の列車「時空号」に旅と音楽をこよなく愛する人々が乗り合わせるという設定となっており、NHKアーカイブに残されている日本各地の祭りや伝統行事、民謡などの貴重な録音を掘り起こし、各地の文化・歴史・人々の暮らしをひもといていく内容となっている。また、録音の背景となっている時代状況について、専門家の解説を交えながら、音からイメージできる「ニッポンの暮らし」を語り合い、過去から未来へと受け継ぐ「音の遺産」を聴き直すひと時を提供する。
時空旅案内人として出演するヨーロッパ企画の永野と本多は、ラジオのメインパーソナリティとしては2014年9月に放送が終了した『永野・本多の劇的ラジオ』（KBS京都ラジオ）以来半年ぶりのコンビ復活となる。ただし、金曜夜の放送でラジオドラマやフリートーク、そのほか各種コーナーで構成され、比較的若者層をターゲットにした『劇的ラジオ』に対して、本番組は日曜朝の放送で中高年層をターゲットにして、「時空号」という列車に乗り合わせる設定の中で、歴史的な録音を通して日本各地で生きる人々の「ひと昔前の暮らしぶり」を感じながら語り合う内容である。

## 出演者

### 時空旅案内人（パーソナリティ）
- 永野宗典（ヨーロッパ企画） - 本番組では「時空号」の車掌という設定となっている。
- 本多力 (ash&A)- 本番組では「時空号」の運転士という設定となっている。

### 解説
- 島添貴美子（富山大学芸術文化学系教授）

その他、フィールドワーク、ワールドミュージックの視点から、民謡などに新たな興味を持つアーティストをゲストに迎える（下記の「放送リスト」を参照）。

## 放送時間
- 本放送：毎週土曜 18:30 - 19:00
- 再放送：毎週日曜 9:30 - 10:00・19:00 - 19:30

2018年4月から2024年3月まで本放送は毎週土曜 9:30 - 10:00であった。

2018年3月まで本放送は毎週日曜 8:00 - 8:30であった。

正月特番として放送された2015年1月1日 - 1月3日は、本放送が7:00 - 8:00に、再放送が20:00 - 21:00にそれぞれ放送された。

## 放送リスト
| 回数 | サブタイトル     | 初回放送日     | ゲスト         |
| ---- | ---------------- | -------------- | -------------- |
| 1    | 春の歌           | 2015年 4月 5日 | 川上ミネ       |
| 2    | 海の漁           | 2015年 4月12日 | 川上ミネ       |
| 3    | 蚕               | 2015年 4月19日 | 川上ミネ       |
| 4    | 田植え           | 2015年 4月26日 | マイア・バルー |
| 5    | 茶               | 2015年 5月 3日 | マイア・バルー |
| 6    | 馬               | 2015年 5月10日 | マイア・バルー |
| 7    | 川               | 2015年 5月17日 | 松田美緒       |
| 8    | 雨               | 2015年 6月 7日 | 松田美緒       |
| 9    | 染め             | 2015年 6月14日 | 松田美緒       |
| 10   | 九州の放浪芸     | 2015年 7月 5日 | サカキマンゴー |
| 11   | お盆             | 2015年 7月12日 | サカキマンゴー |
| 12   | 盆踊り           | 2015年 7月19日 | サカキマンゴー |
| 13   | あの世           | 2015年 8月30日 | 篠原ともえ     |
| 14   | あの世（2）      | 2015年 9月 6日 | 篠原ともえ     |
| 15   | 牛               | 2015年 9月20日 | アニャンゴ     |
| 16   | 収穫             | 2015年 9月27日 | アニャンゴ     |
| 17   | うす             | 2015年10月 4日 | アニャンゴ     |
| 18   | 秋うた           | 2015年11月 1日 | 小松亮太       |
| 19   | 温泉             | 2015年11月 8日 | 小松亮太       |
| 20   | 酒               | 2015年11月15日 | 小松亮太       |
| 21   | 冬景色・佐渡の旅 | 2016年 1月10日 | 松田美緒       |
| 22   | 小正月           | 2016年 2月 7日 | U-zhaan        |
| 23   | 炭鉱             | 2016年 2月14日 | U-zhaan        |
| 24   | 早春の訪れ       | 2016年 2月21日 | U-zhaan        |